# 밀러드 필모어 행정부
밀러드 필모어의 제13대 미국 대통령 임기는 1850년 7월 9일 재커리 테일러 대통령의 사망으로 시작되어 1853년 3월 4일에 끝났다. 마지막 휘그당 대통령인 필모어는 대통령직을 계승하기 전 테일러 휘하의 부통령이었다. 그는 존 타일러에 이어 선거를 통해 당선되지 않고 대통령직을 계승한 두 번째 대통령이었다. 그의 대통령 임기는 1852년 휘그당 전당대회에서 휘그당 후보 지명을 받지 못하면서 끝이 났다. 필모어의 뒤를 이어 민주당의 프랭클린 피어스가 대통령이 되었다.
취임 후 필모어는 테일러의 내각을 해산하고 멕시코-미국 전쟁으로 획득한 영토에 대한 새로운 정책을 추진했다. 그는 헨리 클레이 시니어와 스티븐 A. 더글러스 상원의원의 노력을 지지했는데, 이들은 1850년 타협을 만들고 통과시켰다. 1850년 타협은 멕시코-미국 전쟁의 결과로 획득한 토지에서 노예제의 지위를 일시적으로 해결했으며, 노예주와 자유주 간의 고조되는 정치적 싸움에서 잠시 휴전을 가져왔다. 이 타협의 논란이 되는 부분은 1850년 도망 노예법이었는데, 이는 도망 노예를 소유권을 주장하는 사람들에게 신속하게 돌려보내도록 했다. 필모어는 이 법을 집행하는 것이 자신의 의무라고 생각했지만, 그의 정책 지지는 그의 인기를 손상시켰고 휘그당과 국가를 분열시켰다. 외교 정책에서 필모어는 일본에서 무역을 개방하기 위해 페리 원정을 시작했으며, 프랑스의 하와이 합병을 막기 위해 움직였고, 나르시소 로페즈의 쿠바 필리부스테로 원정 이후 스페인과의 긴장을 완화했다.
필모어는 마지못해 정당의 정식 임기 후보 지명을 모색했지만, 필모어 지지자와 대니얼 웹스터 국무장관 지지자 간의 분열로 인해 1852년 휘그당 전당대회에서 윈필드 스콧 장군이 지명되었다. 1852년 미국 대통령 선거에서 피어스는 스콧을 큰 차이로 물리쳤다. 일부 분석가들은 그의 대통령 임기의 다양한 측면을 칭찬하지만, 필모어는 일반적으로 역사학자와 정치학자들의 여론 조사에서 평균 이하로 평가된다.

## 취임
1848년 휘그당 전당대회는 멕시코-미국 전쟁 중 미국의 최고 장군이었던 재커리 테일러를 휘그당 대통령 후보로 선출했다. 테일러의 부통령 후보로는 존 A. 콜리어가 동료 휘그당원들을 설득하여 패배한 대통령 후보 헨리 클레이 시니어의 충성스러운 지지자였던 필모어를 지명했다. 1848년 미국 대통령 선거 기간 동안 필모어는 휘그당 후보를 위해 선거 운동을 벌였으며, 테일러가 소규모의 탈당 친노예 민주당원 그룹의 지명을 수락한 후 북부 휘그당원들 사이에 나타났던 짧은 반테일러 운동을 종식시키는 데 도움을 주었다. 자유토지당의 전 대통령 마틴 밴 뷰런의 출마로 민주당이 분열된 가운데, 휘그당은 1848년 대통령 선거에서 승리했다.
휘그당이 대통령 선거에서 승리했음에도 불구하고, 민주당은 미국 하원과 미국 상원 모두를 장악하여 물러나는 제임스 K. 포크 대통령의 관세 및 기타 문제에 대한 정책을 뒤집는 것을 막았다. 테일러의 대통령 임기는 대신 멕시코-미국 전쟁 이후 멕시코가 할양한 지역에서 노예제의 지위에 초점을 맞췄다. 취임 후, 부통령 필모어는 위드의 가까운 정치적 동맹인 윌리엄 H. 수어드의 경쟁자로 여겼던 편집자 설로 위드의 노력으로 빠르게 좌천되었다. 필모어는 부통령 재임 기간 동안 불행했는데, 부분적으로는 그의 아내인 애비게일 필모어가 뉴욕의 집에서 많은 시간을 보냈기 때문이었다.
필모어는 1850년 7월 9일 저녁 윌러드 호텔에 있는 자신의 거처에서 내각이 서명한 재커리 테일러 사망 공식 통지서를 받았다. 필모어는 전날 밤 테일러의 백악관 침실 밖에서 내각과 함께 철야 기도를 했다. 편지를 확인한 후, 필모어는 다음 날 미국 국회의사당에 있는 미국 하원 의사당으로 가서 대통령 취임 선서를 했다. 미국 순회법원장 윌리엄 크랜치가 필모어에게 선서를 주재했다. 1841년 대통령직을 계승한 후 많은 사람들에게 대통령으로서의 정당성이 의심받았던 존 타일러와는 달리, 필모어는 의회 의원들과 대중에게 대통령으로 널리 받아들여졌다.
테일러의 미망인 마거릿 테일러는 남편 사망 후 곧 워싱턴을 떠났고, 필모어 가족은 얼마 지나지 않아 백악관에 입주했다. 필모어의 아내 애비게일은 건강이 좋지 않은 경우가 많았기 때문에, 그의 딸 메리 애비게일 필모어가 자주 백악관 안주인 역할을 했다.

## 행정부
테일러의 내각 임명자들은 7월 10일에 사표를 제출했고, 필모어는 다음 날 사표를 수리했다. 필모어는 사망 또는 사임으로 인해 전임자의 내각을 최소한 초기에는 유지하지 않은 유일한 대통령이다. 테일러가 직면했던 가장 큰 도전은 영토 내 노예제 문제였으며, 이 문제는 필모어 행정부에도 즉시 닥쳐왔다. 테일러는 노예제 반대론자 북부인과 노예제 지지자 남부인 모두에게 호소하기 위해 헨리 클레이가 고안한 계획에 반대했지만, 이 계획은 남부인들로부터 가장 많은 지지를 받았다. 부통령 재임 기간 동안 필모어는 타협안을 지지할 수 있음을 시사했지만, 대통령직을 맡을 당시 이 문제에 대해 공개적으로 약속하지 않았다.
필모어는 내각 선정 과정을 통해 휘그당을 재통합하기를 희망했으며, 내각을 북부와 남부, 타협 찬성파와 반대파, 테일러 찬성파와 반대파 사이에서 균형을 맞추려고 노력했다. 필모어는 국무장관직을 타협 반대파 매사추세츠 휘그당원으로 하원에서 휘그당원들 사이에서 널리 인기가 있던 로버트 찰스 윈스롭에게 제안했지만, 윈스롭은 그 자리를 거절했다. 필모어는 대신 이전에 윌리엄 헨리 해리슨과 존 타일러 휘하에서 국무장관을 역임했던 대니얼 웹스터를 선택했다. 웹스터는 타협안을 지지하여 매사추세츠 유권자들을 격분시켰고, 1851년 상원에서 재선될 가능성이 낮았다. 웹스터는 필모어의 가장 중요한 고문이 되었다. 다른 두 저명한 휘그당 상원의원인 오하이오의 토머스 코윈과 켄터키의 존 J. 크리텐덴도 필모어 내각에 합류했다. 필모어는 자신의 오랜 법률 파트너였던 네이선 홀을 많은 후원 임명권을 통제하는 내각 직위인 미국 우정청장으로 임명했다. 루이지애나의 찰스 마길 콘래드는 전쟁장관이 되었고, 노스캐롤라이나의 윌리엄 알렉산더 그레이엄은 해군장관이 되었으며, 버지니아의 알렉산더 휴 홈스 스튜어트는 내무장관이 되었다. 필모어의 내각 임명은 북부와 남부 휘그당원 모두에게 따뜻하게 환영받았지만, 클레이의 타협안을 둘러싼 싸움으로 인해 필모어의 취임 직후 당의 단합은 깨졌다.

## 사법부 임명
필모어는 재임 기간 동안 두 명의 대법원 공석이 발생했음에도 불구하고 한 명의 대법원 대법관을 임명했다. 첫 번째 공석은 1851년 연방 대법관 레비 우드버리의 사망으로 발생했다. 뉴잉글랜드 출신의 휘그당원을 지명하기로 결심한 필모어는 벤저민 로빈스 커티스로 정했다. 41세의 커티스는 상법 분야의 선도적인 전문가로 명성을 얻었으며, 웹스터 국무장관의 전폭적인 지지를 받았다. 일부 반노예 상원의원들의 반대에도 불구하고 커티스는 결국 상원의 승인을 얻었다. 1852년 중반 연방 대법관 존 맥킨리 사망 후, 필모어는 차례로 에드워드 A. 브래드포드, 조지 에드먼드 배저, 윌리엄 C. 미코를 지명했다. 그러나 상원 민주당원들은 이들 지명 중 어느 것도 처리하지 않음으로써 공석이 필모어 퇴임 후 프랭클린 피어스에 의해 채워지도록 했다. 커티스는 1857년까지 대법원에 재직했는데, 드레드 스콧 대 샌드퍼드 사건 판결에 항의하여 사임했다. 필모어는 또한 미국 지방법원에 네 명을 임명했는데, 그 중에는 그의 우정청장 네이선 홀을 버펄로 연방 지방 법원에 임명한 것도 포함되었다.

## 국내 문제

### 1850년 타협

#### 배경

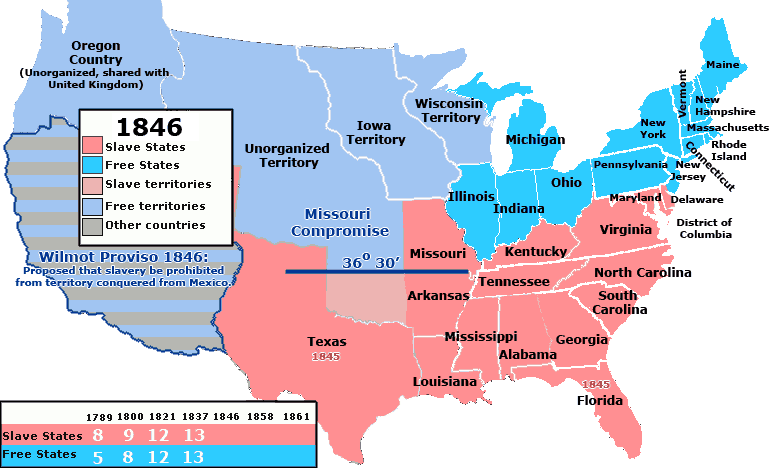
과달루페 이달고 조약과 오리건 분할 이전인 1846년의 노예주와 자유주.

테일러 대통령 재임 전후로 과달루페 이달고 조약을 통해 멕시코-미국 전쟁 이후 획득한 토지를 둘러싸고 위기가 발생했다. 핵심 쟁점은 영토 내 노예제의 지위였으며, 이는 많은 지도자들에게 노예제뿐만 아니라 도덕, 재산권, 개인의 명예에 대한 논쟁을 대표했다. 존 캘훈과 같은 남부 극단주의자들은 노예제에 대한 어떤 제한도 남부 생활 방식에 대한 공격으로 보았으며, 많은 북부인들은 노예제의 추가 확장에 반대했다. 이 문제를 더욱 복잡하게 만든 것은 새로 획득한 서부 토지의 대부분이 기후와 지리 때문에 노예제에 부적합해 보였다는 점이다. 1820년, 의회는 미주리 타협에 동의하여 루이지애나 매입 토지 중 36° 30' 북위선 북쪽의 모든 지역에서 노예제를 금지했으며, 많은 남부인들은 이 경계를 태평양까지 확장하려고 했다. 멕시코-미국 전쟁 중에 북부 의회 의원이 윌못 조항을 제안했는데, 이는 멕시코-미국 전쟁에서 획득한 모든 영토에서 노예제를 금지했을 법안이었다. 의회에서 채택되지는 않았지만, 윌못 조항에 대한 논쟁은 노예제에 대한 국가적 논쟁을 더욱 격화시키는 데 기여했다.
영토 문제는 캘리포니아와 뉴멕시코주 영토, 그리고 1845년에 합병된 텍사스 주에 초점을 맞췄다. 캘리포니아에는 조직된 준주 정부가 없었기 때문에 연방 정부는 캘리포니아 골드러시 중에 적절한 통치를 제공하는 데 어려움을 겪었으며, 많은 사람들이 캘리포니아의 즉각적인 주 승격을 요구했다. 골드러시가 시작된 후, 수백 명의 노예가 금광에서 일하기 위해 캘리포니아로 유입되었고, 이는 경쟁하는 광부들의 강력한 반발을 불러일으켰다. 군정 주지사 베넷 C. 라일리의 승인으로 1849년에 캘리포니아인들은 헌법 제정 회의를 개최했다. 임박한 주 승격에 대비하여, 회의는 캘리포니아에서 노예제를 금지하는 새로운 헌법을 작성했다. 한편, 텍사스는 리오그란데강 동쪽의 모든 멕시코 할양지를 주장했으며, 여기에는 이전에 사실상 통제하지 못했던 옛 멕시코 주 뉴멕시코의 일부도 포함되었다. 텍사스 지도자들은 멕시코-미국 전쟁 이후 리오그란데강 동쪽의 모든 영토를 통제할 권리를 얻을 것으로 예상했지만, 뉴멕시코 주민들은 텍사스의 통제에 저항했다. 뉴멕시코는 오랫동안 노예제를 금지해 왔는데, 이는 그 준주 지위에 대한 논쟁에 영향을 미쳤지만, 많은 뉴멕시코 지도자들은 주로 텍사스의 수도가 수백 마일 떨어져 있었기 때문에 그리고 텍사스와 뉴멕시코가 1841년 산타페 원정 이후 갈등의 역사를 가지고 있었기 때문에 텍사스에 합류하는 것에 반대했다. 텍사스 외곽의 많은 남부 지도자들은 노예제 확장을 위해 가능한 한 많은 영토를 확보하기 위해 뉴멕시코에 대한 텍사스의 주장을 지지했다. 테일러 대통령은 뉴멕시코에 대한 텍사스의 야망에 반대했으며, 윌못 조항에 대한 논쟁이 재점화되는 것을 피하기 위해 캘리포니아와 뉴멕시코 모두에게 신속하게 주 승격을 허용하는 것을 선호했다.
의회는 멕시코가 할양한 캘리포니아와 뉴멕시코와 같은 유타주 문제에도 직면했다. 유타는 주로 모르몬교인들이 거주했으며, 이들의 복혼 관행은 미국에서 인기가 없었다. 영토의 처분 외에도 테일러 재임 기간 동안 다른 문제들이 부각되었다. 워싱턴 D.C. 노예 무역은 수도에 노예제가 존재한다는 사실을 국가의 오점으로 여겼던 북부의 많은 사람들을 격분시켰다. 도망 노예에 대한 분쟁은 1830년 이후로 증가했는데, 부분적으로는 운송 수단의 개선 때문이었고, 도망 노예들이 도로, 철도, 선박을 이용하여 탈출했기 때문이었다. 1793년 도망 노예법은 도망 노예 사건에 대해 모든 주 및 연방 판사에게 관할권을 부여했지만, 이러한 사건에서 적법절차의 부족에 불만을 품은 몇몇 북부 주들은 추정 도망 노예를 남부로 돌려보내기 어렵게 만드는 개인 자유법을 통과시켰다. 타협안에 영향을 미칠 또 다른 문제는 텍사스의 부채였다. 텍사스는 독립 국가 시절부터 약 1천만 달러의 부채가 남아 있었고, 이 부채는 영토에 대한 논쟁에서 한 요인이 되었다.

#### 테일러 대통령 임기

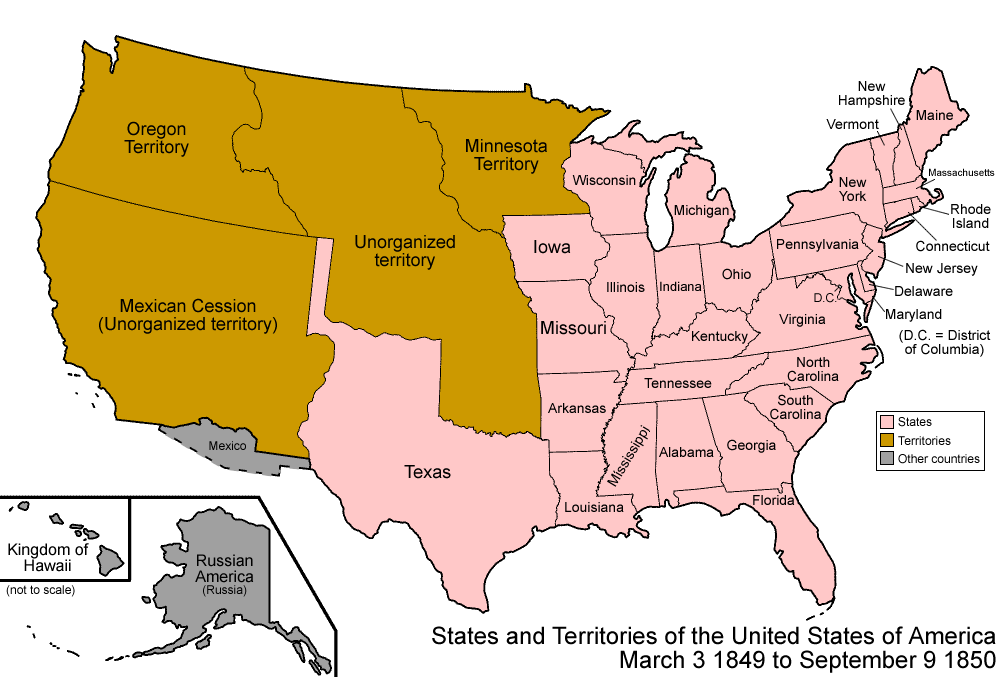
필모어 대통령 취임 당시의 미국, 뉴멕시코에 대한 텍사스의 토지 주장이 표시되어 있다. 멕시코 할양지의 대부분은 미편입 비조직화 상태로 남아 있었다.

1850년 1월 29일, 헨리 클레이 시니어 상원의원은 주요 논의 주제들을 결합한 계획을 발표했다. 그의 입법 패키지에는 캘리포니아를 자유주로 인정하는 것, 텍사스가 부채 경감을 대가로 북부 및 서부 영토 주장 일부를 양도하는 것, 뉴멕시코 준주 및 유타 준주의 설립, 컬럼비아 특별구에서 노예 판매를 위한 노예 수입 금지, 그리고 더욱 엄격한 도망 노예법이 포함되었다. 생의 마지막 몇 달 동안, 존 캘훈 상원의원은 타협안이 새로운 자유주를 창설하게 될 것이기 때문에 남부에 불리하게 작용한다고 주장하며 남부인들을 타협안에 반대하도록 설득하려고 했다. 윌리엄 H. 수어드와 새먼 체이스와 같은 반노예 북부인들도 타협안에 반대했다. 그러나 클레이의 제안은 타협안 반대자들을 극단주의자로 공격하는 것을 포함하여 많은 남부 및 북부 지도자들의 지지를 얻었다. 부통령으로서 상원 의장을 맡았던 필모어는 사적으로 클레이의 입장을 지지하게 되었다.
클레이는 원래 그의 제안들 각각에 대해 별도로 투표하는 것을 선호했지만, 미시시피의 헨리 S. 푸트 상원의원은 그를 설득하여 캘리포니아 주 승격과 텍사스 국경 처분에 관한 제안들을 하나의 법안으로 결합하도록 했다. 클레이는 이러한 조치들의 조합이 의원들이 특정 조항에 반대하더라도 법률의 전체 패키지를 지지하도록 북부와 남부 모두의 의원들을 설득할 것이라고 희망했다. 클레이의 제안은 일부 북부 민주당원들과 남부 휘그당원들의 지지를 얻었지만, 통과에 필요한 지지를 얻지 못했고, 법안에 대한 논쟁은 계속되었다. 푸트와 다른 남부 지도자들은 캘리포니아의 주 승격을 텍사스가 뉴멕시코에 대한 국경 주장을 완전히 인정받는 조건으로 하거나, 분쟁 지역이 텍사스에 주어지지 않을 경우 그 지역에서 노예제가 허용되어야 한다는 조건을 내걸려고 했다. 푸트는 또한 캘리포니아를 북위 35도선으로 분할하여 두 개의 주로 나누려고 했다. 테일러는 캘리포니아에 즉시 주 승격을 허용하는 것을 선호했고 뉴멕시코에 대한 텍사스의 주장의 정당성을 부인했기 때문에 법안에 반대했다. 의회가 클레이의 제안들을 계속 논의하는 동안, 텍사스 주지사 피터 한스버러 벨은 테일러와 멕시코-미국 전쟁 중에 스티븐 W. 카니 장군이 주도한 뉴멕시코 군사 정부의 승인 하에 진행된 뉴멕시코 헌법 제정 회의의 조직에 대해 강하게 항의했다. 뉴멕시코 헌법 제정 회의 이후, 테일러는 의회가 캘리포니아와 뉴멕시코 모두에게 즉시 주 승격을 허용할 것을 촉구했으며, 텍사스와의 충돌에 대비했다. 1850년 7월 테일러가 사망했을 때, 그의 대통령 임기 동안 직면했던 주요 국내 문제 중 어느 것도 해결되지 않았다.

#### 타협
- 캘리포니아는 자유주로 편입
- 텍사스는 부채 경감을 대가로 일부 영토 주장을 포기
- 뉴멕시코 준주와 유타 준주는 노예제 미결정 상태로 조직됨

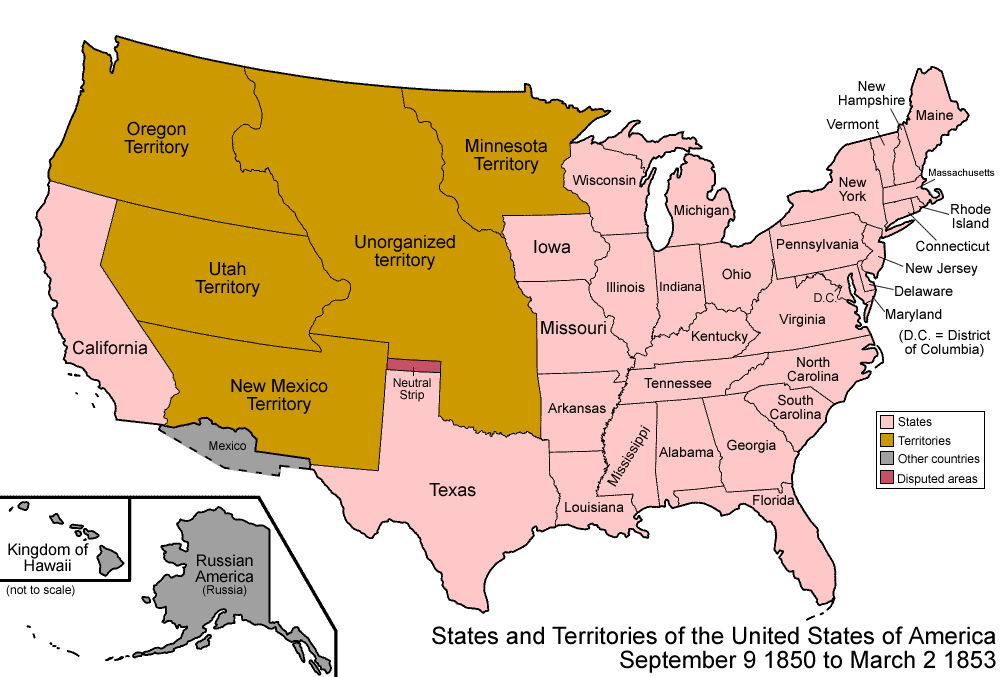
타협안의 영토 결과:
- 캘리포니아는 자유주로 편입
- 텍사스는 부채 경감을 대가로 일부 영토 주장을 포기
- 뉴멕시코 준주와 유타 준주는 노예제 미결정 상태로 조직됨

테일러의 죽음에도 불구하고 영토 내 노예제에 대한 논쟁은 계속되었다. 필모어는 클레이의 타협안의 큰 틀에 찬성했지만, 단일 법안으로 통과될 수 있다고는 생각하지 않았다. 필모어의 지지를 받아 메릴랜드의 제임스 피어스 상원의원은 텍사스-뉴멕시코 경계와 관련된 조항을 삭제할 것을 제안하여 클레이의 타협안 법안을 저지하는 데 일조했다. 이어진 논쟁에서 유타 준주 조직을 제외한 법안의 모든 조항이 삭제되었다. 법안의 명백한 붕괴로 클레이는 상원에서 잠시 휴가를 떠났고, 일리노이의 민주당 상원의원 스티븐 A. 더글러스가 클레이의 제안을 기반으로 한 타협안을 지지하는 데 주도적인 역할을 했다. 더글러스는 제안들을 하나의 법안으로 통과시키기보다는 각 제안을 하나씩 통과시키려 했다.
취임 후, 필모어는 분쟁 중인 뉴멕시코 지역에 연방군을 증강했고, 텍사스 주지사 벨에게 평화를 유지하라고 경고했다. 1850년 8월 6일 의회에 보낸 메시지에서 필모어는 벨 주지사의 호전적인 편지와 그에 대한 자신의 답장을 공개했다. 그 답장에서 필모어는 멕시코-미국 전쟁 당시 미국이 뉴멕시코의 영토 보전을 약속했음을 주장하며 뉴멕시코에 대한 텍사스의 주장을 부인했다. 의회 메시지에서 필모어는 또한 의회가 국경 분쟁을 가능한 한 빨리 해결할 것을 촉구했으며, 멕시코-미국 전쟁 이전까지 통제했던 모든 토지를 포함할 뉴멕시코 준주 설립을 대가로 텍사스에 금전적 보상을 제공하는 데 대한 지지를 표명했다. 필모어의 강력한 대응은 텍사스의 미국 상원의원 샘 휴스턴과 토머스 제퍼슨 러스크가 스티븐 더글러스의 타협안을 지지하도록 설득하는 데 도움이 되었다. 그들의 지지로, 텍사스 국경의 최종 합의를 위한 상원 법안은 필모어가 메시지를 전달한 지 며칠 만에 통과되었다. 법안의 조건에 따라 미국은 텍사스의 부채를 떠맡았고, 텍사스의 북부 국경은 북위 36도 30분선 (미주리 타협선)으로, 서부 국경의 대부분은 서경 103도선을 따랐다. 이 법안은 양당 휘그당과 민주당의 지지를 얻었지만, 법안에 대한 대부분의 반대는 남부에서 나왔다. 상원은 캘리포니아 주 승인, 뉴멕시코 준주 조직, 새로운 도망 노예법 제정을 포함한 다른 주요 문제들로 빠르게 넘어갔다.
논쟁은 하원으로 넘어갔고, 필모어, 웹스터, 더글러스, 린 보이드 하원의원, 하원 의장 하웰 콥은 상원에서 통과된 타협 법안을 의원들이 지지하도록 설득하는 데 주도적인 역할을 했다. 상원의 텍사스-뉴멕시코 국경 합의안은 많은 남부인들뿐만 아니라 텍사스가 금전적 보상을 받을 자격이 없다고 믿었던 일부 북부인들의 강력한 반대에 부딪혔다. 문제의 심의를 거의 지연시킬 뻔한 일련의 근소한 투표 끝에 하원은 상원에서 통과된 것과 유사한 텍사스 법안을 승인하기로 투표했다. 그 투표에 이어, 하원과 상원은 워싱턴의 노예 무역 금지를 포함한 각 주요 문제에 대해 신속하게 합의했다. 대통령은 1850년 도망 노예법을 제외한 각 법안에 신속하게 서명했다. 그는 크리텐덴 법무장관이 이 법이 합헌이라고 확신시켜 준 후에야 마침내 이 법에도 서명했다. 텍사스 일부에서는 여전히 뉴멕시코에 군사 원정을 보내는 것을 선호했지만, 1850년 11월 주 의회는 타협안을 수락하기로 투표했다.
이른바 1850년 타협안이 통과되자 워싱턴과 다른 곳에서는 "연합이 구원되었다!"는 환호와 함께 축제가 벌어졌다. 필모어 자신은 1850년 타협안을 지역 문제의 "최종 해결"이라고 묘사했지만, 뉴멕시코와 유타의 노예제의 미래는 여전히 불분명했다. 새로운 주의 편입, 또는 루이지애나 매입의 나머지 미조직 지역에서의 영토 조직화 또한 노예제에 대한 극단적인 논쟁을 재개할 가능성이 있었다. 모든 사람이 1850년 타협안을 받아들인 것은 아니었다. 사우스캐롤라이나 신문은 "루비콘강을 건넜다 ... 이제 남부 주들은 이 연방의 속국이 되었다."고 썼다. 한편, 많은 북부인들은 도망 노예법에 불만을 품었다.

### 도망 노예법

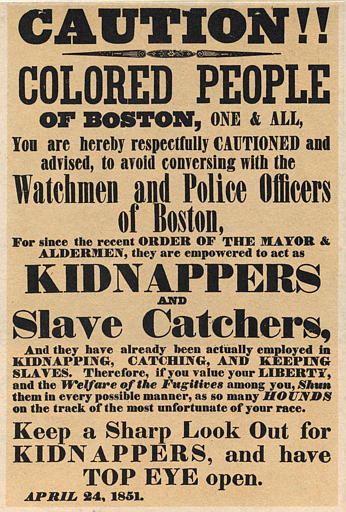
1851년 보스턴 경찰이 1850년 도망 노예법을 집행하고 있음을 경고하는 포스터

필모어는 언젠가 미국에서 노예제가 사라지기를 바랐지만, 도망 노예법을 열정적으로 집행하는 것이 자신의 의무라고 믿었다. 1850년 이후, 필모어의 도망 노예법 집행은 그의 행정부의 핵심 쟁점이 되었다. 도망 노예법은 모든 카운티에 연방 집행관을 임명하여 도망 노예 사건을 심리하고 도망 노예법을 집행함으로써 최초의 국가적 법 집행 시스템을 만들었다. 전국에 연방 법원이 거의 없었기 때문에, 집행관 임명은 주 법원에 의존하지 않고 연방법을 집행할 수 있게 했다. 많은 주 법원들은 노예 주인들에게 비협조적이거나 도망 노예 사건을 아예 맡으려 하지 않았다. 이 법은 또한 노예가 감금에서 탈출하도록 허용한 집행관과 연방 보안관에게 벌칙을 가하고, 도망 노예를 도왔거나 노예 반환을 방해한 사람들에게 벌금을 부과했다. 도망 노예 재판은 적법절차 보호, 예를 들어 배심원 재판의 권리와 같은 많은 보호 장치가 부족했으며, 피고인들은 자신들의 재판에서 증언할 수 없었다. 북부의 많은 사람들은 도망 노예법이 효과적으로 자신들의 고향 주에 노예제를 도입했다고 느꼈고, 비록 노예제 폐지 운동은 여전히 미약했지만, 많은 북부인들은 점점 노예제를 혐오하게 되었다.
이 법이 많은 북부인들에게 매우 불쾌했지만, 남부인들은 법 집행의 느슨함에 대해 쓰라리게 불평했다. 새드랙 밍킨스 사건처럼, 행정부의 기소나 노예 반환 시도는 정부에 좋지 않은 결과를 가져왔다. 엘렌과 윌리엄 크래프트라는 보스턴에 살던 두 도망 노예의 운명을 둘러싸고 큰 논란이 벌어졌다. 필모어는 크래프트 부부를 남부로 강제 송환하기 위해 연방 군인을 보스턴 시에 보낼 것을 위협했지만, 크래프트 부부가 영국으로 탈출하면서 논란은 종식되었다. 도망 노예를 둘러싼 분쟁은 북부와 남부 모두에서 널리 보도되었고, 열정을 부채질하며 타협안 이후의 좋은 감정을 훼손했다. 해리엇 비처 스토는 도망 노예법에 대한 응답으로 소설 톰 아저씨의 오두막을 썼고, 1852년 이 소설의 출판은 지역 간 긴장을 더욱 고조시켰다.

### 분열의 징조
1850년 타협은 남부의 당파적 정렬을 뒤흔들었으며, 선거는 휘그당과 민주당이 아닌 연방주의자와 극단주의적 "파이어이터"에 의해 경쟁되었다. 조지아 플랫폼은 온건한 남부 입장을 대변했으며, 탈퇴에는 반대했지만 노예 문제에 대한 북부의 타협을 요구했다. 로버트 레트와 윌리엄 로운즈 얀시와 같은 파이어이터 지도자들은 미국으로부터의 탈퇴를 촉구했으며, 1851년 선거에서 디프사우스 주들의 통제권을 획득하려고 시도했다. 필모어는 탈퇴 위협을 심각하게 받아들였고, 윈필드 스콧 장군의 조언에 따라 찰스턴 및 남부의 다른 지역에 있는 연방 요새의 수비대를 강화했다. 1851년 선거에서 연방주의자들은 조지아, 앨라배마, 미시시피에서 승리했다. 탈퇴 논의에 가장 개방적인 주였던 사우스캐롤라이나주에서도 유권자들은 미국으로부터의 일방적인 탈퇴 가능성을 거부했다. 여러 선거에서 타협안 찬성 남부 정치인들의 승리와 필모어의 도망 노예 조항을 성실히 집행하려는 노력은 일시적으로 남부의 탈퇴 요구를 잠재웠다. 북부에서는 남부보다 노골적인 탈퇴에 대한 지지가 적었지만, 타협안 이후 수어드와 같은 정치인들은 노예제 확장에 명시적으로 반대하는 새로운 주요 정당의 창설을 숙고하기 시작했다. 타협안을 둘러싼 논쟁으로 인한 혼란에도 불구하고, 필모어 대통령 재임 기간 동안 주요한 장기적 당파 재정렬은 발생하지 않았으며, 양당은 1852년 대통령 선거까지 온전히 유지되었다.

### 기타 문제
오랜 기간 국가 인프라 개발의 지지자였던 필모어는 도로, 철도, 수로에 대한 투자를 촉구했다. 그는 시카고에서 모빌까지 일리노이 센트럴 철도에 보조금을 지급하고, 수세인트마리의 운하 건설 법안에 서명했다. 1851년 뉴욕의 이리 철도 완공은 필모어와 그의 내각이 많은 다른 정치인 및 고위 인사들과 함께 뉴욕시에서 이리호 연안까지 첫 기차를 타고 가게 했다. 필모어는 도중에 기차 후미 플랫폼에서 많은 연설을 하며 타협안 수용을 촉구했으며, 그 후 남부 내각 구성원들과 함께 뉴잉글랜드 순회 방문을 했다. 필모어는 의회에 대륙 횡단 철도 건설을 승인할 것을 촉구했지만, 의회는 10년이 지나서야 그렇게 했다. 필모어는 높은 관세와 연방 지원 은행 및 인프라 프로젝트를 선호하는 클레이의 미국 시스템의 오랜 지지자였지만, 의회는 필모어 대통령 재임 기간 동안 은행법 또는 관세에 대한 주요 개정을 고려하지 않았다. 예산 흑자와 경제 번영의 시기에는 높은 관세 또는 경제 개입주의의 필요성을 느끼는 의원들이 거의 없었다.
모르몬교 문제를 완화하기 위해 필모어는 1850년 9월 예수 그리스도 후기 성도 교회 지도자 브리검 영을 유타 준주의 초대 주지사로 임명했다. 감사하는 마음으로 영은 첫 준주 수도를 "필모어"로, 주변 카운티를 "밀러드"로 명명했다.
1850년 8월, 사회 개혁가 도로시아 딕스는 필모어에게 편지를 써서 빈곤한 정신 질환자를 위한 정신 병원 자금을 마련하기 위한 토지 보조금 제안에 대한 의회의 지원을 촉구했다. 그녀의 제안은 통과되지 않았지만, 그들은 친구가 되어 필모어의 대통령 임기 이후에도 계속 서신을 주고받았다.
1850년 9월 21일, 필모어는 오리건 준주에 정착촌을 장려하기 위한 1850년 기부 토지 청구법에 서명했지만, 이는 아메리카 원주민들을 불쾌하게 만들었다.
캘리포니아 골드러시에 참여한 많은 광부들이 금을 할인된 가격에 팔아야 한다는 점을 지적하며, 필모어는 의회에 캘리포니아에 연방 조폐국을 설립할 것을 요청했고, 그 결과 샌프란시스코 조폐국이 설립되었다.

## 외교 관계

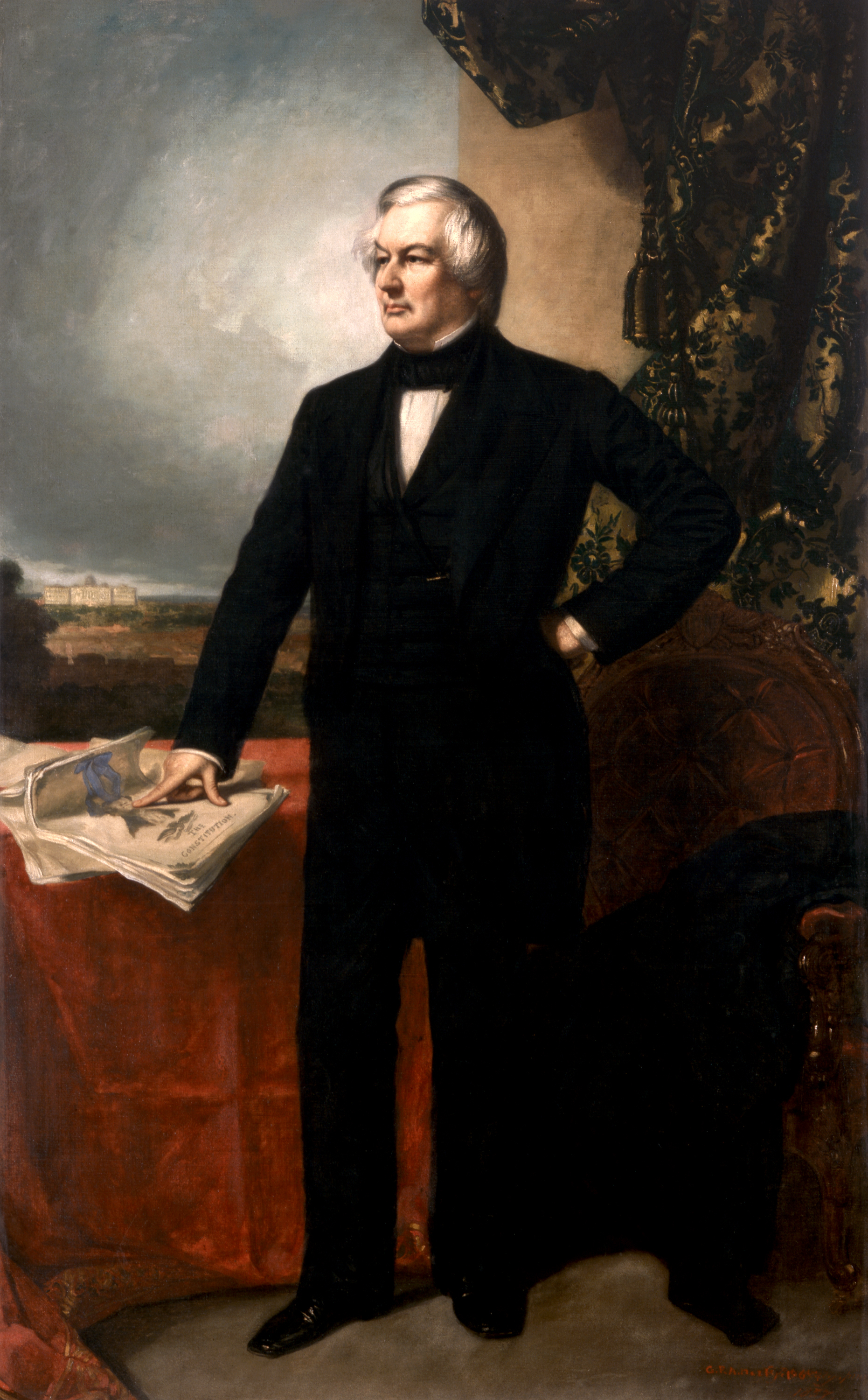
밀러드 필모어의 공식 백악관 초상화

필모어는 매우 유능한 두 명의 국무장관을 거느렸다. 대니얼 웹스터와, 1852년 뉴잉글랜드인의 사망 후, 에드워드 에버렛이었다. 필모어는 매우 적극적이었으며, 그들의 뒤를 지켜보며 모든 주요 결정을 내렸다. 대통령은 특히 아시아와 태평양, 특히 당시 거의 모든 외국과의 접촉을 금지하고 있던 일본에 대해 매우 적극적이었다. 미국 사업가들은 일본이 무역을 위해 "개방"되기를 원했으며, 사업가들과 해군 모두 석탄과 같은 보급품을 비축하기 위해 일본을 방문할 수 있기를 원했다. 많은 미국인들은 또한 일본에서 범죄자로 취급받던 난파된 미국 선원들의 운명에 대해 우려했다. 필모어는 1850년에 일본 원정을 계획하기 시작했지만, 준장 매튜 C. 페리가 이끄는 원정은 1852년 11월까지 출발하지 않았다. 페리 원정은 필모어의 대통령 임기 이후까지 일본에 도착하지 않았지만, 이는 일본의 고립주의 정책의 종식을 위한 촉매제 역할을 했다. 필모어는 또한 멕시코의 테우안테펙 지협을 가로지르는 철도 건설 노력을 지지했지만, 미국, 멕시코, 경쟁 회사들 간의 의견 불일치로 인해 철도 건설은 무산되었다.
태평양에 대한 미국의 영향력을 확립하기 위한 광범위한 전략의 일환으로 필모어와 웹스터는 하와이주에 대한 영향력 증대도 모색했는데, 미국 정책 입안자들은 하와이를 미국과 아시아 간의 중요한 연결 고리로 보았다. 1842년 존 타일러 대통령은 "타일러 독트린"을 발표하며 미국이 유럽 강대국의 하와이 합병을 받아들이지 않을 것이라고 선언했다. 나폴레옹 3세 하의 프랑스는 하와이를 합병하려 했지만, 필모어가 "미국은 그러한 어떠한 조치도 용납하지 않을 것"이라고 강력하게 경고하는 메시지를 발표한 후 철수했다. 미국은 또한 하와이의 카메하메하 3세 국왕과 비밀 조약을 체결하여 전쟁 시 미국이 하와이에 대한 주권을 획득할 것을 명시했다. 하와이와 미국 내 많은 사람들이 하와이를 미국 주로 합병하기를 원했지만, 미국은 하와이의 비백인 인구에게 완전한 시민권을 부여하는 것을 꺼려했다.
많은 남부인들은 스페인의 노예 식민지인 쿠바가 미국에 합병되기를 바랐다. 베네수엘라의 모험가 나르시소 로페즈는 쿠바의 스페인 통치를 전복시키기 위해 세 차례의 필리부스테로 원정에 미국인들을 모집했다. 1850년 두 번째 시도 후, 로페즈와 일부 추종자들은 1794년 중립법 위반으로 기소되었지만, 우호적인 남부 배심원들에 의해 신속하게 무죄가 선고되었다. 필모어는 연방 당국에 로페즈가 세 번째 원정을 시작하는 것을 막도록 지시했으며, 그의 행정부는 스페인에 의해 포로로 잡힌 누구도 보호하지 않을 것이라고 선언했다. 로페즈의 세 번째 원정은 쿠바 주민들이 다시 한 번 자신들의 해방자를 지지하지 않으면서 완전한 실패로 끝났다. 로페즈와 존 J. 크리텐덴 법무장관의 조카를 포함한 여러 미국인들이 스페인에 의해 처형되었고, 다른 160명의 미국인들은 스페인 광산에서 강제 노동을 해야 했다. 필모어, 웹스터, 스페인 정부는 미국인 포로 석방을 포함하여 양국 간에 고조되는 위기를 해결하기 위한 일련의 명분 보존 조치를 마련했다. 위기 이후 영국과 프랑스는 모든 서명국이 쿠바에 대한 스페인의 통제를 지지하기로 동의하는 삼자 조약을 제안했지만, 필모어는 그 제안을 거부했다. 휘그당원을 포함한 많은 남부인들이 필리부스테로를 지지했으며, 필모어의 필리부스테로에 대한 일관된 반대는 1852년 선거가 다가오면서 그의 당을 더욱 분열시켰다.
필모어 대통령 재임 기간 동안 대중에게 널리 알려진 사건은 1851년 말 오스트리아에 대항한 헝가리 혁명의 실패한 지도자인 망명자 코슈트 러요시의 도착이었다. 코슈트는 미국이 헝가리의 독립을 인정하기를 원했다. 많은 미국인들은 헝가리 반군에 동정적이었는데, 특히 최근 대규모로 미국으로 이주하여 주요 정치 세력이 된 독일 이민자들이 그러했다. 코슈트는 의회에서 환영을 받았고, 필모어는 코슈트가 이를 정치화하려고 하지 않을 것이라는 소식을 들은 후 백악관 회의를 허락했다. 약속에도 불구하고 코슈트는 자신의 주장을 홍보하는 연설을 했다. 코슈트에 대한 미국의 열정은 식어갔고, 그는 유럽으로 떠났다. 필모어는 미국 정책을 변경하기를 거부하고 중립을 유지했다.

## 1852년 선거와 임기 완료

1852년 선거에서 민주당 프랭클린 피어스는 휘그당 윈필드 스콧을 물리쳤다.

1852년 미국 대통령 선거가 다가오면서 필모어는 대통령으로 재출마할지 여부를 결정하지 못했다. 필모어의 도망 노예법 집행은 북부의 많은 사람들 사이에서 그를 unpopular하게 만들었지만, 그는 당을 통합할 수 있는 유일한 후보로 여겨져 남부에서 상당한 지지를 유지했다. 웹스터 장관은 오랫동안 대통령직을 갈망했으며, 건강이 좋지 않았음에도 불구하고 백악관 입성을 위한 마지막 시도를 계획했다. 웹스터는 자신의 타협안 찬성 입장이 전국적으로 지지를 얻는 데 도움이 될 것이라고 희망했지만, 뉴잉글랜드의 대변인으로서의 명성은 그의 고향 지역, 특히 남부 밖에서의 매력을 제한했다. 필모어는 오랜 친구의 야망에 동정적이었지만, 당의 1852년 후보 지명을 받아들이는 것을 배제하는 것을 꺼려했는데, 그렇게 할 경우 수어드가 당을 장악할 수 있다고 우려했기 때문이었다. 그러나 그는 또한 휘그당 후보가 1852년에 패배할 가능성이 높다고 믿었고, 패배가 자신의 정치 경력을 끝낼 것이라고 우려했다. 결국 그는 출마를 포기하지 않았고, 자신의 지지자들이 휘그당 후보 지명을 위해 선거 운동을 하도록 허용했다. 세 번째 후보는 윈필드 스콧 장군의 형태로 등장했는데, 그는 이전에 성공적인 휘그당 대통령 후보였던 윌리엄 헨리 해리슨과 재커리 테일러처럼 무공으로 명성을 얻었다. 설로 위드는 수어드에게 휘그당이 누구를 지명하든 받아들이라고 조언했지만, 수어드는 스콧을 지지했다. 스콧은 1850년 타협안을 지지했지만, 수어드와의 연관성 때문에 남부 휘그당원들에게는 받아들여지지 않았다. 따라서 6월 볼티모어에서 열린 1852년 휘그당 전당대회를 앞두고 주요 후보는 필모어, 웹스터, 스콧 장군이었다. 1850년 타협안 지지자들은 필모어와 웹스터로 나뉘었고, 타협안에 반대하는 북부인들은 스콧을 지지했다.
스티븐 A. 더글러스가 1850년 타협안에서 수행한 역할과 외교 정책에서 그의 공격적인 수사법은 그를 1852년 민주당 후보 지명 선두 주자로 만들었다. 그러나 5월 1852년 민주당 전당대회가 열릴 무렵, 펜실베이니아의 전 국무장관 제임스 뷰캐넌이 더글러스를 제쳤는데, 더글러스는 당에서 여러 적을 만들었고 음주에 대한 소문에 직면했기 때문이었다. 전당대회는 1848년 후보였던 미시간의 루이스 캐스와 뷰캐넌 사이에서 교착 상태에 빠졌고, 각각 다른 투표에서 선두를 차지했다. 49번째 투표에서 당은 거의 10년 동안 전국 정치에서 벗어나 있던 전 뉴햄프셔 상원의원 프랭클린 피어스를 지명했다. 노예제에 대한 남부의 관점에 동정적이었던 북부인 피어스의 지명은 민주당을 단합시켰고, 1852년 선거 운동에서 당에게 결정적인 우위를 제공했다.
1852년 휘그당 전당대회는 6월 16일에 소집되었다. 이틀 후, 남부 대의원들의 촉구로 휘그당 전당대회는 노예 문제의 최종 해결책으로 타협안을 지지하는 강령을 통과시켰다. 전당대회 첫 대통령 후보 투표에서 필모어는 필요한 147표 중 133표를 얻었고, 스콧은 131표, 웹스터는 29표를 얻었다. 46번째 투표에서도 대통령 후보가 나오지 못하자, 대의원들은 다음 월요일까지 휴회하기로 투표했다. 필모어 지지자들은 웹스터를 지지하는 대의원들에게 거래를 제안했다. 웹스터가 다음 두 번의 투표 중 한 번에서 40표를 얻을 수 있다면 필모어 대의원들은 웹스터로 바꿀 것이고, 그렇지 않으면 웹스터 대의원들은 필모어를 지지할 것이라는 내용이었다. 제안된 합의를 통보받았을 때, 필모어는 즉시 동의했지만, 웹스터는 월요일 아침까지 합의에 동의하기를 거부했다. 스콧 지지자들도 주말 동안 활발하게 활동했으며, 스콧을 차선책으로 선호하는 일부 대의원들의 약속을 얻어냈다. 48번째 투표에서 웹스터 대의원들이 스콧에게 이탈하기 시작했고, 스콧 장군은 53번째 투표에서 지명을 얻었다. 웹스터는 필모어보다 결과에 훨씬 더 불행해했으며, 필모어는 웹스터의 국무장관 사임 제안을 거부했다. 알렉산더 H. 스티븐스와 로버트 툼스를 포함한 많은 남부 휘그당원들은 스콧을 지지하기를 거부했다.
스콧은 대중적 매력이 부족한 형편없는 후보임이 드러났고, 휘그당 역사상 최악의 패배를 겪었다. 휘그당은 또한 여러 의회 및 주 선거에서도 패배했다. 스콧은 단 네 개 주에서 승리하고 전체 득표율의 44%만을 얻었으며, 피어스는 전체 득표율의 51% 미만과 선거인단 투표의 압도적 다수를 얻었다. 당 강령이 1850년 타협안을 지지함으로써 스콧이 자유토지당 지도자들의 지지를 얻으려는 희망은 무산되었고, 당은 존 P. 헤일을 대통령 후보로 지명했다. 헤일의 출마는 북부에서 휘그당에게 피해를 주었으며, 불신과 무관심으로 인해 많은 남부 휘그당원들은 피어스에게 투표하거나 선거에 불참했다. 필모어 임기의 마지막 몇 달은 별다른 사건 없이 지나갔고, 필모어는 1853년 3월 4일에 퇴임했다.

## 역사적 평가
그의 전기 작가 로버트 스캐리에 따르면 "밀러드 필모어만큼 조롱을 당한 미국 대통령은 없다"고 말했다. 그는 이러한 비난의 대부분을 남북 전쟁 직전의 대통령들이 리더십이 부족했다고 폄하하는 경향에 기인했다. 예를 들어, 해리 S. 트루먼 대통령은 "필모어를 누구에게도 불쾌감을 주지 않으려 했던 약하고 사소한 멍청이"로 묘사하며 남북 전쟁의 부분적 책임이 있다고 했다. 전문 역사학자들도 더 친절하지 않다. 폴 핑켈만은 "시대의 핵심 쟁점에 대한 그의 시야는 근시안적이었고, 그의 유산은 더 나빴다... 결국 필모어는 위대한 도덕적, 정치적 쟁점에서 항상 잘못된 편에 있었다"고 평했다. 핑켈만은 필모어 재임 기간의 주요 성과인 1850년 타협이 윌못 조항을 포기하여 멕시코 할양지의 모든 영토를 노예제에 개방했기 때문에 "1850년 유화 정책"이라고 불려야 한다고 주장한다.
긍정적인 측면에서, 역사학자 엘버트 B. 스미스는 그를 "양심적인 대통령"으로 평가하며, 개인적인 선호에 따라 통치하기보다는 자신의 취임 선서를 지키고 도망 노예법을 집행했다고 보았다. 스미스에 따르면, 도망 노예법 집행은 필모어에게 부당한 친남부적 평판을 주었으며, 그의 대통령 임기에 대한 평가는 "타협안에 대한 그의 지지에 높은 점수를 주는 사람들조차도 거의 마지못해 그렇게 했다. 아마도 1856년 무지당 후보로서의 그의 출마 때문일 것이다."라고 언급했다. 폴 G. 칼라브레시와 크리스토퍼 S. 유는 대통령 권력에 대한 연구에서 필모어를 "좋든 나쁘든 미국의 법률을 충실히 집행한 사람"으로 평가했다. 레이백은 "그가 연합을 옹호했던 따뜻함과 지혜"를 칭찬했다. 벤슨 리 그레이슨은 필모어의 멕시코에 대한 지속적인 관심이 전쟁 재발을 피하고 피어스 대통령 재임 기간 동안 개즈던 조약의 기반을 마련했다고 제안했다. 프레드 I. 그린스타인과 데일 앤더슨은 필모어가 취임 초기에 보여준 단호함을 칭찬하며, 필모어가 "일반적으로 둔하고, 무미건조하며, 관습적인 인물로 묘사되지만, 텍사스-뉴멕시코 국경 위기 처리, 테일러의 내각 전체 교체 결정, 1850년 타협안을 진척시키는 데 있어서 그의 효과는 그의 강인함을 과소평가한다."고 언급했다.
역사학자 및 정치학자들의 여론 조사에서는 일반적으로 필모어를 대통령 중 하위 4분위에 랭크한다. 2018년 미국정치학회 대통령 및 행정 정치 부문 여론 조사에서는 필모어를 여섯 번째로 나쁜 대통령으로 꼽았다. 2017년 C-SPAN 역사학자 여론 조사에서는 필모어를 일곱 번째로 나쁜 대통령으로 꼽았다.
밀러 센터 오브 퍼블릭 어페어스(Miller Center of Public Affairs)의 필모어 인물 평에서 역사학자 마이클 홀트(Michael Holt)는 다음과 같이 썼다.
현대의 관점에서 볼 때 필모어는 대통령들 사이에서 거의 보이지 않는 인물처럼 보인다. 그에 관한 책은 거의 존재하지 않는다. 그러나 그의 업적은 위대하지는 않지만 그럼에도 불구하고 상당했다. 타협안을 통과시킨 훌륭한 입법 공학 외에도 필모어는 규율 있고 원칙적인 외교 정책을 수행했다.

## 내용주
1. ↑  필모어는 재커리 테일러 대통령 휘하의 부통령이었으며, 1850년 7월 9일 테일러의 사망에 따라 대통령이 되었다. 미국 수정 헌법 제25조 (1967년)가 채택되기 전에는 부통령직의 공석이 다음 선거 및 취임 전까지 채워지지 않았다.

## 참고 자료
- Abraham, Henry Julian (2008). 《Justices, Presidents, and Senators: A History of the U.S. Supreme Court Appointments from Washington to Bush II》. Rowman & Littlefield. ISBN 978-0-7425-5895-3.
- Bordewich, Fergus M. (2012). 《America's Great Debate: Henry Clay, Stephen A. Douglas, and the Compromise That Preserved the Union》. Simon & Schuster. ISBN 9781439124604.
- Calabresi, Steven G.; Yoo, Christopher S. (2008). 《The Unitary Executive: Presidential Power from Washington to Bush》. Yale University Press. ISBN 978-0-300-12126-1.
- Finkelman, Paul (2011). 《Millard Fillmore》. The American Presidents. Times Books. ISBN 978-0-8050-8715-4.
- Gienapp, William E. (1984). 《The Whig Party, the Compromise of 1850, and the Nomination of Winfield Scott》. 《Presidential Studies Quarterly》 14. 399–415쪽. JSTOR 27550101.
- Grayson, Benson Lee (1981). 《The Unknown President: The Administration of Millard Fillmore》. University Press of America. ISBN 978-0-8191-1457-0.
- Greenstein, Fred I.; Anderson, Dale (2013). 《Presidents and the Dissolution of the Union: Leadership Style from Polk to Lincoln》. Princeton University Press. ISBN 978-1-4008-4641-2.
- Herring, George (2008). 《From Colony to Superpower: U.S. Foreign Relations Since 1776》. New York: Oxford University Press. ISBN 978-0-19-507822-0.
- Holt, Michael (1999). 《The Rise and Fall of the American Whig Party: Jacksonian Politics and the Onset of the Civil War》. Oxford University Press.
- McPherson, James (2003). 《The Illustrated Battle Cry of Freedom: The Civil War Era》. Oxford University Press. ISBN 978-0-19-974390-2.
- Rayback, Robert J. (2015) [1959]. 《Millard Fillmore: Biography of a President》 Kile판. Pickle Partners Publishing.
- Scarry, Robert J. (2001). 《Millard Fillmore》 Kile판. McFarland & Co., Inc. ISBN 978-1-4766-1398-7.
- Smith, Elbert B. (1988). 《The Presidencies of Zachary Taylor & Millard Fillmore》. The American Presidency. University Press of Kansas. ISBN 978-0-7006-0362-6.
- Snyder, Charles M. (1975). 《The Lady and the President: The Letters of Dorothea Dix and Millard Fillmore》. University Press of Kentucky. ISBN 978-0-8131-1332-6.

## 더 읽어보기
- Brinkley, Alan; Dyer, Davis (2004).  Brinkley, Alan; Dyer, Davis, 편집. 《The American Presidency》. Houghton Mifflin Harcourt. 145–151쪽. ISBN 978-0-618-38273-6.
- Graebner, Norman A. "Zachary Taylor and Millard Fillmore." in In Henry Graff, ed., The Presidents: A Reference History (2002) Online
- Holman Hamilton. Prologue to Conflict: The Crisis and Compromise of 1850 (1964) Online free to borrow
- Nevins,  Allan. Ordeal of the Union, vol. 1: Fruits of Manifest Destiny, 1847–1852 (1947), covers politics in depth. Online free to borrow
- Silbey, Joel H. (2014). 《A Companion to the Antebellum Presidents 1837–1861》. Wiley. ISBN 978-1-118-60929-3. pp. 309–344.
- Van Deusen, Glyndon G. 〈Fillmore, Millard〉. 《Encyclopedia Americana》. 2004년 5월 10일에 원본 문서에서 보존된 문서. 2007년 5월 9일에 확인함.